# سانسانگ
پادشاه سانسانگ (کره‌ای: 산상태왕؛ سلطنت:۱۹۷–۲۲۷ میلادی)؛ دهمین امپراتور گوگوریو، شمالی‌ترین در میان سه پادشاهی کره، بود. او سومین پسر هشتمین امپراتور، پادشاه شینده، و برادر کوچکتر نهمین امپراتور، پادشاه گگوکچون، که بدون وارث درگذشت بود.
بعد ها در زمان سلطنت سانسانگ، شاهزاده بالگی یا همان برادر بزرگتر شورش کرد. بنابراین او به نوه‌اش شاهزاده کیو سو دستور داد تا شورش را سرکوب کند و موفق شد. سپس پادشاه به زندگی خود پایان داد. بر اساس وقایع‌نامه گوگوریو از سامگوک ساگی، سامگوک یوسا و کتاب چینی تاریخ شمال، گفته می‌شود که او نتیجهٔ پادشاه تجو بوده است. بر اساس سامگوک ساگی (تاریخ سه پادشاهی) و دیگر اسناد سامگوک یوسا (یادگارهای سه پادشاهی)، پادشاه شیندائه برادر کوچکتر پادشاه تجو بود، بنابراین پادشاه تجو عموی او محسوب می‌شد.

## خانواده
- پدر: پادشاه شینده
- همسر و مسائل مربوط به آنها:
  - ملکه وو، از قبیله وو؛ دختر وو سو - بدون فرزند
  - بانو از روستای جوتونگ [۳]
    - شاهزاده وویگو؛ سپس پادشاه دونگچون

## پیش‌زمینه و به‌دست آوردن پادشاهی
پس از مرگ پادشاه گگوکچون، ملکه وو از ادعای پادشاه سانسانگ حمایت کرد و او را بر تخت نشاند. او سپس ملکه سانسانگ شد.  این نشان می‌دهد که رسم ازدواج زن‌برادرستانی هنوز در گوگوریو اجرا می شد، اما همچنین قدرت بانو وو را در دربار نشان می‌داد.
گو بالگی، برادر بزرگتر پادشاه سانسانگ رهبری یک نیروی شورشی را برای حمله به پایتخت، به دست آوردن حمایت نظامی از جناح چینی، بر عهده گرفت. پادشاه سانسانگ برادر کوچکترش گو گیه‌سو را برای سرکوب فرستاد و بالگی پس از شکست خودکشی کرد.
گوگوریو در سال ۲۰۴ میلادی پس از اینکه برادر بزرگتر پادشاه سانسانگ گو بالگی، نزد کانگ گونگسون رفت و از ۳۰٫۰۰۰ سرباز درخواست کرد تا به گوگوریو حمله کنند تا گو بالگی بتواند پادشاه شود، توسط جنگ سالار گوگوریو مورد حمله قرار گرفت. درهمین زمان، کانگ با جدا کردن نیمه جنوبی از فرمانداری لیلانگ، فرمانداری دایفنگ را تأسیس کرد. اگرچه گوگوریو اولین تهاجم را شکست داد و گو بالگی را کشت، درسال ۲۰۹ میلادی کانگ دوباره به گوگوریو حمله کرد و برخی از قلمرو آن را تصرف کرد و گوگوریو را تضعیف کرد.
فشار از سوی لیائودونگ، گوگوریو را مجبور کرد که پایتخت خود را در دره رودخانه هون به دره رودخانه یالو در نزدیکی هواندو منتقل کند. درسال ۲۱۷ میلادی، او به هزار خانواده از منطقه لیائودونگ پناه داد.
برادر بزرگتر، پادشاه گگوکچئون ، بدون برجای گذاشتن وارثی درگذشت، برادر چهارم، یون وو، با حمایت خواهر همسرش، ملکه وو، به عنوان پادشاه سانسانگ به تخت سلطنت نشست. علاوه بر این، پادشاه سانسانگ «هیئوکساچوئیسوجه» ( رسمی که از آن زمان ناپدید شده است) را برگزید تا خواهر همسرش، ملکه وو، را به همسری خود درآورد. با این حال، برادر بزرگتر دوم پادشاه سانسانگ ، بالگی، از این موضوع ناراضی بود و به شدت با آن مخالفت کرد. گفته می‌شود وقتی پادشاه گگوکچئون از دنیا رفت، ملکه وو ابتدا به دیدن بالگی رفت. با این حال، بالگی که در آن زمان از خبر مرگ پادشاه آگاه نبود، تصور کرد که برادر بزرگترش، پادشاه گگوکچئون، سعی در کنار گذاشتن او دارد و از این کار امتناع ورزید. وو چاره‌ای جز رفتن به دیدن یئون وو، برادر کوچکتر بالگی، نداشت و یئون وو با بریدن گوشت توسط خودش، با او مؤدبانه رفتار کرد، اما در نهایت به دستش آسیب رساند. گفته می‌شود ملکه دواگر وو، با دیدن این صحنه، شخصاً با آن مرد رفتار کرد و آنها احساسات یکدیگر را تأیید کردند. سرانجام، بالگی با آوردن نیروهای جناح سونوبو، شورشی را رهبری کرد و کاخ را محاصره کرد ، اما شکست خورد زیرا کسی نبود که او را تعقیب کند. درست است که آن بنا ویران شد، اما پادشاه کوهستان نیز از این حادثه کاملاً زخمی شد. از آنجا که بالگی تمام همسر و فرزندان پادشاه کوهستان را کشت، پادشاه کوهستان مجبور شد بیش از ده سال در تنهایی زندگی کند. سرانجام، بالگی به لیائودونگ گریخت و ارتش دونگ یون را که نیرویی مستقل و قابل مقایسه با یک ایالت در آنجا ایجاد کرده بود، برای حمله به قلعه گونگ نه، پایتخت آن زمان گوگوریو، آورد. با این حال، هنگامی که پادشاه سانسانگ به برادر کوچکترش، گیسو ، دستور حمله متقابل داد، بالگی شکست خورد. در این هنگام، گیسو که بالگی را تعقیب می‌کرد، او را به شرح زیر سرزنش کرد.
سوابق موجود در سامگوک ساگی
• در ماه مه سال اول، پادشاه سانسانگ بر تخت سلطنت نشست.
• سپتامبر سال اول، بالگی را با تشریفات سلطنتی به خاک سپرد و بانو وو را ملکه خود کرد.
در فوریه سال دوم، هواندوسئونگ را ساخت. 
• در آوریل سال دوم، عفو عمومی اعلام کرد، به شکار رفت او آرزوی داشتن پسری را داشت، وزیر ملی، اولپاسو، درگذشت.
• سال دوازدهم، او با زنی از جوتونگچون رابطه برقرار کرد.
• درمارس سال سیزدهم، زنیاز جوتونگچون پسری باردار شد.
• در سپتامبر سال سیزدهم، نام پسر زن از جوتونگچون، گیوجی بود.
• در اکتبر سالسیزدهم، او پایتخت را به هواندو منتقل کرد.
• در ژانویه سال هفدهم، گیوجی را ولیعهد کرد.
• در بیست و یکم، مردم کره تسلیم شدند.
•‌‌ در اکتبر سال بیست و یکم، رعد و برق و زلزله رخ داد و یک دنباله‌دار ظاهر شد.
• در فوریه سال بیست و سوم، یک خورشیدگرفتگی رخ داد.
• در آوریل سال بیست و چهارم، پرندگان عجیب و غریب در کاخ جمع شدند.
• در فوریه سال بیست و هشتم، یکی از نوادگان سلطنتی به دنیا آمد.
• در ماه مه سال سی و یکم،پادشاه سانسانگ درگذشت.

## جانشینی و مرگ
در یازدهمین ماه از سال ۲۰۸ میلادی، پادشاه در هنگام شکار، گراز نری را تعقیب کرد تا اینکه به روستایی در منطقه «جوتونگچون» رسید، او در آن مکان با زن جوانی ملاقات کرد و یک روز را با او گذراند. ملکه در مورد این موضوع شنید و سعی کرد تا او را بکشد، ولی موفق نشد. آن زن، پسری به دنیا آورد و ملکه دوم شد. آن پسر در سال ۲۱۳ میلادی ولیعهد شد و سپس «پادشاه دونگچون» گردید.
سانسانگ، پس از ۳۱ سال امپراتوری در سال ۲۲۷ میلادی مرد، او را در محلی به نام «سانسانگ نونگ» دفن کردند.

## تصویرسازی مدرن
- به تصویر کشیده شده توسط کانگ یونگسوک در مجموعه تلوزیونی «ملکه وو» درسال ۲۰۲۴.